# Tunnel di Ryfylke
Il tunnel di Ryfilke, aperto in data 30 dicembre 2019, è ad oggi il più lungo tra i tunnel stradali sommersi del mondo. Corre sotto il fondo marino del Boknafjord e collega la città di Stavanger con la cittadina di Tau, nel comune di Strand nel Ryfylke, in Norvegia.
Ha una lunghezza complessiva di 14,4 km. Inoltre è anche il tunnel più profondo al mondo con i suoi 290 m sotto il livello del mare.